# Konstantinos Panagiotakos
Konstantinos Panagiotakos (griechisch Κωνσταντίνος Παναγιωτάκος Konstandínos Panagiotákos; * 1917 in Zürich; † 1993) war ein griechischer Diplomat.

## Biographische Daten
Er war der Sohn von Panagiotis Panagiotakos.
1957 heiratete er Irini Arvaniti.
1946 trat er in den auswärtigen Dienst.
1948 war er Professor am Institut für Rechtswissenschaft an der Universität Athen.
1948 war er Gesandtschaftssekretär der griechischen Delegation in der Dritten Generalversammlung der Vereinten Nationen in Lake Success.
Von 1950 bis 1951 war er Gesandtschaftssekretär am Generalkonsulat in Jerusalem, welches unter Joseph Mallah zu dieser Zeit die diplomatische Vertretung in Israel war.
Anschließend wurde er im Generalkonsulat in Marseille beschäftigt.
Von 1959 bis 1961 wurde er an der Botschaft in Washington, D.C. beschäftigt.
1965 wurde er an der griechischen Mission nächst dem UNO-Hauptquartier beschäftigt.
Von 1968 bis 1969 war er Botschafter in Neu-Delhi und zeitgleich bei den Regierungen in Katmandu, Colombo, Bangkok, Rangun, Singapur, Kualalumpur, Jakarta und Saigon akkreditiert.
Von 1969 bis 1970 war er ständiger Vertreter beim Europarat.
1971 war er Botschafter der Griechischen Militärdiktatur in Nikosia unter seiner Ägide wurde Georgios Grivas am 31. August 1971 nach Zypern gebracht, wo er die bewaffnete Organisation EOKA B gründete, die er als Hebel einsetzte, um Makarios III. für Enosis entsprechend Dimitrios Ioannidis gefügig zu machen.
1972 war er Staatssekretär im griechischen Außenministerium.
Von 12. Dezember 1972 bis 27. Februar 1974 vertrat er die Griechische Militärdiktatur nächst dem UNO-Hauptquartier.
Vom 27. Februar 1974 bis 3. September 1974 war er der letzte Botschafter der Griechischen Militärdiktatur bei Richard Nixon und Henry Kissinger in Washington, D.C.
Beide konnte er nicht für eine Rettung der Operation Atilla überzeugen.
Ilias Dimitrakopoulos (Ηλίας Δημητρακόπουλος  1928 – 16. Februar 2016), welcher zu dieser Zeit in Washington, D.C. über das Regime in Athen aufklärte, behauptete Panagiotakis hätte Pläne vorgefunden ihn zu entführen.

## Werke
Noch heute erhältlich sind Werke zu Zypern und seine 1979 in Athen erschienene Autobiografie Στην πρώτη γραμμή αμύνης  (Αναμνήσεις του πρέσβεως καί υφυπουργού Εξωτερικών της επταετίας Παναγιωτάκου.)